# Les Ballerines magiques
Les Ballerines magiques (The Magic Ballerina en VO) sont les personnages d'une série de romans pour enfants écrite par la danseuse étoile britannique Darcey Bussell et publiés depuis 2008 en Angleterre aux éditions Harper Collins. 
En France, la série est éditée depuis 2009 aux éditions Hachette dans la collection Bibliothèque rose.

## L'auteur
Née en 1969, Darcey Bussell est nommée danseuse étoile en 1989 à l'âge de seulement vingt ans, et est, à l'époque, la plus jeune danseuse à recevoir cet honneur. Au cours de sa prolifique carrière, elle a dansé la plupart des rôles principaux des ballets les plus connus. Depuis sa retraite, Darcey Bussell écrit des livres pour enfants et publie depuis 2008 plusieurs volumes des Ballerines magiques.

## Thème de la série
Une jeune fille découvre que ses chaussons de danse sont magiques. 
Darcey Bussell a également coécrit The Young Ballerina avec l'école du Royal Ballet ainsi que l'introduction du livre de Barbara Newman, The Illustrated Book of Ballet, qui est une promotion pour cinq ballets où la ballerine a dansé.

## Liste des titres
- Tome 01 : Daphné au royaume enchanté (2009)
- Tome 02 : Le Sortilège des neiges (2009)
- Tome 03 : Le Grand Bal masqué (2009)
- Tome 04 : Le Bal de Cendrillon (2009)
- Tome 05 : Le Palais endormi (2009)
- Tome 06 : Le Secret d'Enchantia (2009)
- Tome 07 : Rose au pays des ballets (2010)
- Tome 08 : Rose et l'Oiseau fabuleux (2010)
- Tome 09 : La Pierre royale (2010)
- Tome 10 : Le Sortilège des mers (2010)
- Tome 11 : La Prisonnière du château (2010)
- Tome 12 : Le Vœu de Rose (2010)
- Tome 13 : Daphné et le Voyage féerique (2010)
- Tome 14 : Le Noël magique de Daphné (2010)
- Tome 15 : Alice et le Château magique (2011)
- Tome 16 : Le Sortilège des bois (2011)
- Tome 17 : Le Cadeau ensorcelé (2012)
- Tome 18 : La Valse des roses (2012)
- Tome 19 : Le Palais des glaces (2012)
- Tome 20 : Le Carnaval des bonbons (2012)
- Tome 21 : Lucie au bois féerique (2012)
- Tome 22 : L’Anniversaire secret (2013)
- Tome 23 : Le Sortilège d'argent (2013)
- Tome 24 : La Grande Parade (2013)
- Tome 25 : Le Trésor d'Enchantia (2014)
- Tome 26 : Le Sortilège du vent (2014)

## Source
- Bibliothèque nationale de France (pour la bibliographie)